# Arrondissement de Münden
L'arrondissement de Münden est un arrondissement du sud de la Basse-Saxe qui existe de 1885 à 1972. La ville de Münden, souvent appelée Hannoversch Münden pour mieux la distinguer de Minden, donne son nom et est le siège administratif.

## Géographie
Au début de 1972, l'arrondissement est limitrophe, dans le sens des aiguilles d'une montre et en commençant par le nord, des arrondissements de Northeim et Göttingen (tous deux en Basse-Saxe), des arrondissements de Witzenhausen (de) et Cassel, de la ville indépendante de Cassel et de l'arrondissement d'Hofgeismar (tout en Hesse).

## Histoire
| Localisation de l'arrondissement de Münden dans le province de Hanovre (1905) | Localisation de l'arrondissement de Münden dans le province de Hanovre (1905) |
| ----------------------------------------------------------------------------- | ----------------------------------------------------------------------------- |
|                                                                               |                                                                               |

L'arrondissement est créé en 1885 dans le cadre d'une réorganisation de la province prussienne de Hanovre à partir de l'ancien bureau de Münden, de la ville auparavant indépendante de Münden ainsi que de la commune de Meensen et du district de domaine d'Ellerode de l'ancien bureau de Reinhausen.
Le 1er janvier 1973, dans le cadre de la réforme territoriale régionale en Basse-Saxe, l'arrondissement est fusionné avec les arrondissements de Göttingen et Duderstadt pour former le nouveau arrondissement de Göttingen
Le territoire de l'arrondissement de Münden continue d'exister pour certaines institutions qui survivent à la dissolution de l'arrondissement et est appelée « Ancien arrondissement de Münden ». Par exemple, le district scolaire du lycée Grotefend de Münden (de), le parc naturel de Münden (de) et l'aire de répartition du HNA Mündener Allgemeine font toujours référence à l'ancien arrondissement.

### Remarque sur le nom
Le nom de l'arrondissement est « Münden », le chef-lieu s'appelait officieusement « Hannoversch Münden » et depuis 1991, il s'appelle « Hann. Munden ».

### Évolution de la démographie
| Année | Habitants |
| ----- | --------- |
| 1885  | 22 086    |
| 1905  | 26 530    |
| 1925  | 27 738    |
| 1933  | 29 033    |
| 1939  | 31 081    |
| 1946  | 44 382    |

| Année | Habitants |
| ----- | --------- |
| 1950  | 47 686    |
| 1956  | 44 025    |
| 1961  | 44 189    |
| 1970  | 44 361    |
| 1971  | 44 000    |

## Politique

### Administrateurs de l'arrondissement
- 1885–1899 Wilhelm von Düring (de) (huissier de l'arrondissement depuis 1881 en tant que successeur de Gustav Scharlach (de))
- 1900-1929 Hans von Stockhausen
- 1930-1932 Reinhard Weber
- 1934-1939 Albert Wirsel
- 1940-1945 Hermann Kratzin
- 1945-1946 Rudolf Haarmann (de)
- 1948-19xy Gerhard Werner (de)
- 19xy–1972 Fritz Michalski (de)

## Communes
La liste suivante contient toutes les communes appartenant à l'arrondissement de Münden, avec leur population en 1961 ainsi que toutes les incorporations, : 
| Commune                 | Pop. en 1961 | Incorporée à | Date d'incorporation |
| ----------------------- | ------------ | ------------ | -------------------- |
| Barlissen               | 253          | Jühnde       | 1er janvier 1973     |
| Benterode               | 642          | Staufenberg  | 1er janvier 1973     |
| Blume                   |              | Münden       | 1915                 |
| Bördel                  | 162          | Dransfeld    | 15 juillet 1968      |
| Bonaforth               | 683          | Münden       | 1er janvier 1973     |
| Bühren                  | 649          |              |                      |
| Bursfelde               | 92           | Hemeln       | 15 juillet 1968      |
| Dahlheim                | 214          | Uschlag      | 1er juillet 1965     |
| Dankelshausen           | 348          | Scheden      | 1er janvier 1973     |
| Dransfeld, ville        | 2.572        |              |                      |
| Ellershausen bei Münden | 310          | Niemetal     | 1er janvier 1973     |
| Escherode               | 571          | Uschlag      | 1er février 1971     |
| Gimte                   | 960          | Münden       | 1er janvier 1973     |
| Hedemünden              | 1.742        | Münden       | 1er janvier 1973     |
| Hemeln                  | 912          | Münden       | 1er janvier 1973     |
| Imbsen                  | 345          | Niemetal     | 1er janvier 1973     |
| Jühnde                  | 784          |              |                      |
| Landwehrhagen           | 1.489        | Staufenberg  | 1er janvier 1973     |
| Laubach                 | 356          | Münden       | 1er janvier 1973     |
| Lippoldshausen          | 711          | Münden       | 1er janvier 1973     |
| Löwenhagen              | 272          | Niemetal     | 1er janvier 1973     |
| Lutterberg              | 830          | Staufenberg  | 1er janvier 1973     |
| Meensen                 | 451          | Scheden      | 1er janvier 1973     |
| Mielenhausen            | 420          | Münden       | 1er janvier 1973     |
| Münden, ville           | 20.210       |              |                      |
| Niederscheden           | 460          | Scheden      | 1. April 1964        |
| Nienhagen               | 290          | Staufenberg  | 1er janvier 1973     |
| Oberode                 | 778          | Münden       | 1er janvier 1973     |
| Oberscheden             | 910          | Scheden      | 1. April 1964        |
| Ossenfeld               | 149          | Dransfeld    | 1er janvier 1973     |
| Scheden                 |              |              |                      |
| Sichelnstein            | 364          | Staufenberg  | 1er janvier 1973     |
| Speele                  | 940          | Staufenberg  | 1er janvier 1973     |
| Spiekershausen          | 543          | Staufenberg  | 1er janvier 1973     |
| Uschlag                 | 1.539        | Staufenberg  | 1er janvier 1973     |
| Varlosen                | 443          | Niemetal     | 1er janvier 1973     |
| Varmissen               | 176          | Dransfeld    | 1er janvier 1973     |
| Volkmarshausen          | 807          | Münden       | 1er janvier 1973     |
| Wiershausen             | 789          | Münden       | 1er janvier 1973     |